# Margrit Jäggli
Margrit Jäggli, Taufname Margrit Künzi (* 26. Juli 1941 in Bern; † 14. Juli 2003 ebenda) war eine Schweizer Malerin und Zeichnerin.

## Leben und Werk
Margrit Jäggli absolvierte auf Wunsch der Eltern von 1957 bis 1960 eine Lehre als Schneiderin. In Bern nahm sie an dem «freien Diskussionskreis» Kerzenkreis und am Diskussions-Podium Junkere 37, im Volksmund auch «Berns Hyde Park Corner» genannt, teil. Zudem setzte sie sich mit reformpädagogischen Konzepten auseinander.
Von 1960 bis 1962 liess sich Margrit Jäggli am Lehrerseminar in Thun ausbilden. In dieser Zeit besuchte sie die Kunstgewerbeschule Bern, wo sie von Max von Mühlenen, Gottfried Tritten, Rudolf Mumprecht und Toni Grieb unterrichtet wurde. 1963 war sie eine Schülerin im Atelier von Adolf Herbst. 
Mit ihren figurativen Spiegelbildern war Margrit Jäggli in den 1960er-Jahren und den 1970er-Jahren auch international erfolgreich. 1965 erhielt sie ein Aeschlimann Corti-Stipendium und 1966 den Preis der Kunstkommission der Stadt Bern. In Bern pflegte sie u. a. Freundschaften zu Meret Oppenheim, Lilly Keller, Manon, Franz Eggenschwiler, Christian Megert, Otto Tschumi und Heinz Brand.
Von 1963 bis 1970 studierte Margrit Jäggli Philosophie, Germanistik und Kunstgeschichte an den Universitäten Bern und München. Auch unterrichtete sie am Lehrerseminar in Biel.
1968 heiratete sie Rudolf Jäggli. Nach einem schweren Unfall und nachfolgender Depression musste Margrit Jäggli 1982 die Malerei aufgeben. Einige Jahre später belegte sie Sprechkurse an der Berner Schauspielschule. In der Folge gestaltete sie in Kleintheatern zahlreiche Poesieabende zu verschiedenen Themen.
2012 wurden ihre Werke in einer Retrospektive im Kunsthaus Langenthal gezeigt.